# 1828 aux États-Unis
Pour des articles plus généraux, voir Chronologie des États-Unis et 1828.
Chronologie des États-Unis
- 1824
- 1825
- 1826
- 1827
- 1828
- 1829
- 1830
- 1831
- 1832

Cette page concerne des événements d'actualité qui se sont produits durant l'année 1828 du calendrier grégorien aux États-Unis.

## Gouvernement
- Président : John Quincy Adams (National-Républicain)
- Vice-président : John Caldwell Calhoun (Républicain-Démocrate)
- Secrétaire d'État : Henry Clay (National-Républicain)
- Chambre des représentants - Président : Andrew Stevenson Démocrate

## Événements
- 19 mai : entrée en vigueur du « tarif des abominations », qui impose des taxes douanières très élevées sur les produits manufacturés étrangers[1]. Il creuse le fossé entre l’oligarchie marchande de la Nouvelle-Angleterre et l’aristocratie des plantations qui doit payer très cher les produits manufacturés.
- 4 juillet : la construction du chemin de fer de la société Baltimore and Ohio Railroad débute avec une première pierre posée par Charles Carroll de Carrollton.
- 3 décembre, élection présidentielle américaine de 1828 : le démocrate Andrew Jackson obtient un mandat de président des États-Unis[2]. L'élection présidentielle de 1828 participe activement de la recomposition et de la nouvelle bipolarisation de la vie politique américaine.
- 30 décembre : grève d’ouvrières de l’industrie textile à Dover (New Hampshire)[3].

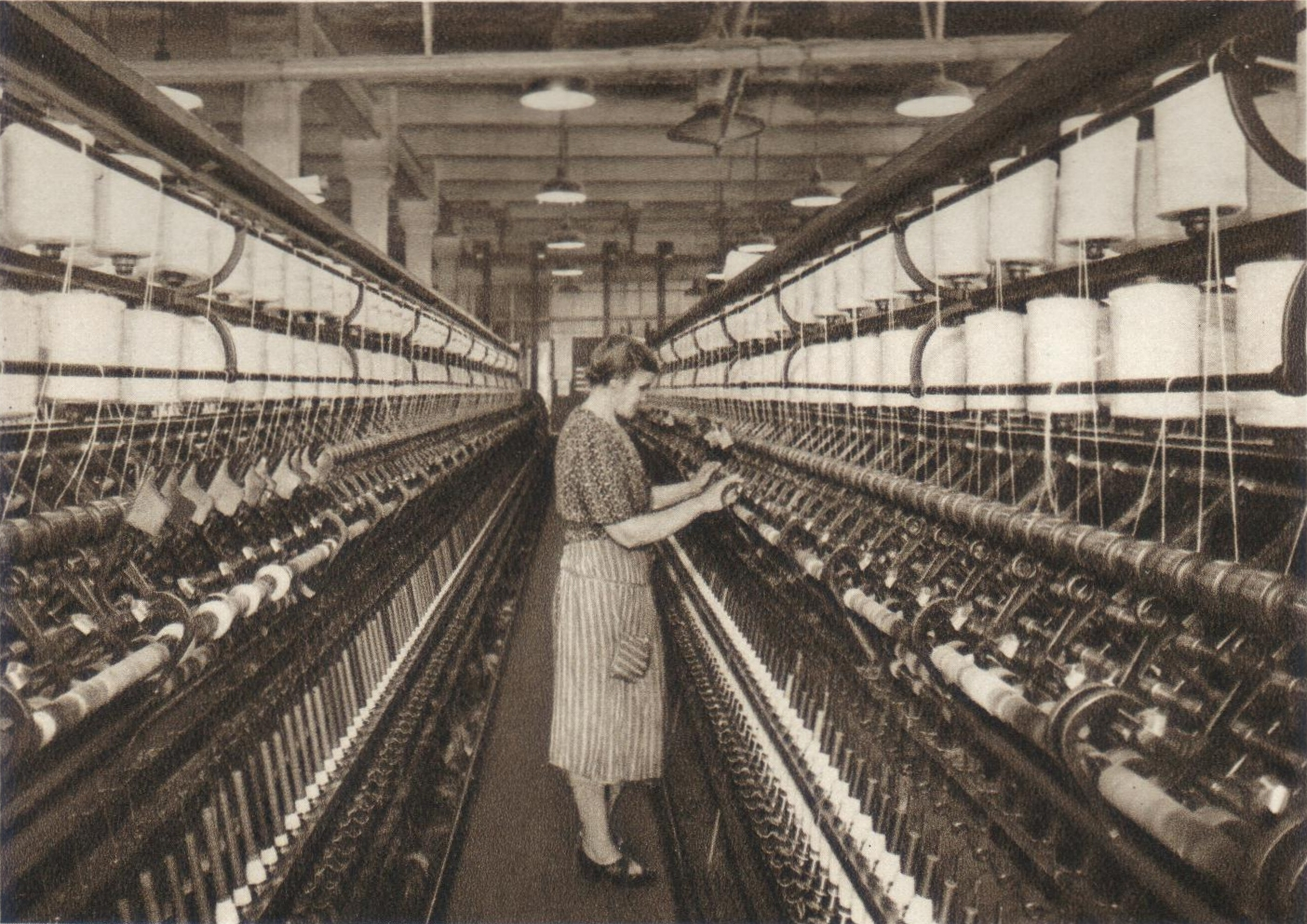
Métier continu à filer à anneaux dans les années 1920.

- L'écrivain et lexicographe américain Noah Webster publie son « Dictionnaire Américain de la Langue Anglaise ».
- Le premier de 10 volumes sur "Les oiseaux de l'Amérique" de John James Audubon est édité.
- Thomas D. Rice, un comédien américain blanc grimé en nègre, interprète la chanson et danse : Jump Jim Crow.
- Une Histoire et les voyages de Christophe Colomb de Washington Irvingest publié.
- Création du Parti anti-maçonnique.
- Développement d'un métier continu à filer à anneaux aux États-Unis.
- Début de la publication du Cherokee Phoenix, journal indien bilingue anglais-cherokee, qui paraît jusqu'en 1834.
- Confiscation des territoires Cherokee par l'État de Géorgie (14 000 hectares) ; ces territoires sont répartis en lots de 64 hectares distribués dans une loterie ; les Indiens ne peuvent témoigner en justice contre des Américains et ne peuvent s'exprimer publiquement contre l'immigration.

#### Articles généraux
- Histoire des États-Unis de 1776 à 1865
- Évolution territoriale des États-Unis